# Плентаючись по Джорджії
«Плентаючись по Джорджії» (Mooching Through Georgia) — американська короткометражна кінокомедія Жуля Вайта 1939 року з Бастером Кітоном в головній ролі.

## Сюжет
У пансіонаті для ветеранів війни (між Північчю і Півднем) розговорилися два престарілих солдата. Виявляється, вони раніше зустрічалися.

## У ролях
- Бастер Кітон — Гомер Кобб
- Монте Коллінз — брат Гомера
- Бад Джемісон — Тітус Кобб, або просто Па
- Харлі Вуд — Лула Беле
- Лінтон Брент — полковник союзу
- Джек Гілл — солдат
- Стенлі Мак — майор союзу
- Нед Глесс — ветеран союзу Джо Макінтайр
- Нік Коупленд — солдат союзу
- Джо Мерфі — солдат союзу